# Nicolas Grenier
Nicolas Grenier (* 29. April 1975 in Paris) ist ein französischer Dichter und Übersetzer.

## Leben und Wirken
Er studierte an der Sorbonne und am Institut d’études politiques de Paris. Sein erster Gedichtband Quant à Saint-Germain-des-Prés, trente et un tanka sur la main d'après erschien 2011.
Seine Gedichte wurden in fünfzehn Sprachen übersetzt. Grenier selbst übersetzte Gedichte von
Durs Grünbein, Ernst Jandl, Georg Trakl, Else Lasker-Schüler und den expressionistischen Dichter Jakob van Hoddis ins Französische. Zusammen mit  David Rochefort übersetzte er Gedichte von Barack Obama.

## Preise und Auszeichnungen
- 2011 Prix Paul Eluard.[1]

## Werke (Auswahl)
- Quant à Saint-Germain-des-Prés, trente et un tanka sur la main d'après (2011)